# Bertil Liljeblad
Göte Bertil Liljeblad, född 30 augusti 1920 i Avesta, död 2009, var en svensk målare, tecknare och grafiker.
Liljeblad studerade konst vid Otte Skölds målarskola 1936-1937 och på Konsthögskolan i Stockholm 1937-1941 och 1942-1943 samt under studieresor till Frankrike, Korsika och Tunisien. Separat ställde han ut på Louis Hahnes konstsalong i Stockholm 1950 och på Höganäs museum 1956. Han medverkade i samlingsutställningar med Sveriges allmänna konstförening, Dalarnas konstförening, Grafiska sällskapet och Föreningen Graphica. Hans konst består av djur, människor, interiörer, landskap, motiv från Stockholm och dess omgivningar i olja samt litografier. Han var vid sidan av sitt konstnärskap verksam med restaurering av kyrkmålningar samt dekorationer och kulisser till Gröna Lunds attraktioner på Djurgården och under en kort tid knuten till Kungliga Operan. Liljeblad är representerad vid Moderna museet, Malmö museum, Helsingborgs museum, Landskrona museum.